# دنیل فوگ
دنیل فوگ (به انگلیسی: Daniel Fogg) (زادهٔ ۲۴ اوت ۱۹۸۷) شناگر اهل بریتانیا است.